# Athetis stellata
Athetis stellata là một loài bướm đêm trong họ Noctuidae.